# Liste der Baudenkmäler in Schierling (Oberpfalz)
Auf dieser Seite sind die Baudenkmäler in dem Oberpfälzer Markt Schierling zusammengestellt. Diese Tabelle ist eine Teilliste der Liste der Baudenkmäler in Bayern. Grundlage ist die Bayerische Denkmalliste, die auf Basis des Bayerischen Denkmalschutzgesetzes vom 1. Oktober 1973 erstmals erstellt wurde und seither durch das Bayerische Landesamt für Denkmalpflege geführt wird. Die folgenden Angaben ersetzen nicht die rechtsverbindliche Auskunft der Denkmalschutzbehörde.

## Baudenkmäler nach Ortsteilen

### Schierling
| Lage                                       | Objekt                                        | Beschreibung | Akten-Nr.     | Bild                                          |
| ------------------------------------------ | --------------------------------------------- | --- | ------------- | --------------------------------------------- |
| Dorfmühlstraße 1 (Standort)                | Ehemalige Schlossmühle                        | zweigeschossiger Walmdachbau mit Putzgliederungen, 1762. | D-3-75-196-4  | weitere Bilder                                |
| Dorfmühlstraße 2 (Standort)                | Ehemalige Schlossbrauerei                     | Zweigeschossiger und traufständiger Satteldachbau mit Gewölben im Wirtschaftsteil, bezeichnet mit 1850, Wohnteil um 1960 erneuert. | D-3-75-196-59 | Ehemalige Schlossbrauerei                     |
| Eggmühler Straße 19, 21 (Standort)         | Wegkapelle                                    | giebelständiger Massivbau mit Pilastergliederung, geschweiftem Giebel, Figurennische und Patriarchenkreuz, 1. Hälfte 18. Jh. | D-3-75-196-64 | BW                                            |
| Hauptstraße 30 (Standort)                  | Katholische Pfarrkirche St. Peter und Paul    | Saalbau mit eingezogenem Chor, Chorflankenturm mit Zwiebelhaube, Putzgliederungen, spätbarock, 1721–23, Südturm spätgotisch, bezeichnet mit 1418; mit Ausstattung; am Treppenaufgang Reliefs, Christus in der Rast, um 1500 und Kreuzigung, um 1700. | D-3-75-196-6  | weitere Bilder                                |
| Hauptstraße 37 (Standort)                  | Wohnhaus                                      | Zweigeschossiger und traufständiger Satteldachbau mit Figurennischen, 18./19. Jahrhundert. | D-3-75-196-7  | Wohnhaus                                      |
| Hundsmarkt 2 (Standort)                    | Ehemaliges Schulhaus                          | Dreigeschossiger Walmdachbau, erbaut wohl um 1640/45, mit Ausbaudetails des 19. Jahrhunderts. | D-3-75-196-60 | Ehemaliges Schulhaus                          |
| Jakob-Brand-Straße 1 (Standort)            | Pfarrhaus                                     | Zweigeschossiger Walmdachbau mit Putzgliederungen und Aufzugsgaube, 1729, mit spätgotischen Resten; mit Ausstattung. | D-3-75-196-8  | Pfarrhaus                                     |
| Jakob-Brand-Straße 3 (Standort)            | Lourdeskapelle                                | Giebelständiger Satteldachbau mit eingezogenem Chor, Giebelkreuz, Kalk- und Tuffstein, 1898; mit Ausstattung. | D-3-75-196-9  | weitere Bilder                                |
| Nikolaigasse 2 (Standort)                  | Katholische Nebenkirche St. Nikolaus          | Saalbau mit eingezogenem Chor und Flankenturm mit Spitzdach, gotisch, Umgestaltung Anfang 18. Jahrhundert; mit Ausstattung. | D-3-75-196-11 | weitere Bilder                                |
| Prangstraße 1 (Standort)                   | Wohnhaus                                      | Zweigeschossiger und giebelständiger Satteldachbau mit Schweifgiebel, 17. Jahrhundert. | D-3-75-196-13 | Wohnhaus                                      |
| Prangstraße 6 (Standort)                   | Bauernhaus                                    | Zweigeschossiger und giebelständiger Flachsatteldachbau mit verschindeltem Blockbau-Obergeschoss und Seitenschrot, 1694 (dendrochronologisch datiert), Ausmauerung des Erdgeschosses 1893 (bezeichnet im Giebel).                                    | D-3-75-196-14 | Bauernhaus                                    |
| Rathausplatz (Standort)                    | Kriegerdenkmal für die Gefallenen von 1870/71 | Marmorobelisk mit Inschrift auf erneuertem Sockel. | D-3-75-196-17 | Kriegerdenkmal für die Gefallenen von 1870/71 |
| Rathausplatz 9; Rathausplatz 10 (Standort) | Handwerkerhaus                                | Zweigeschossiger und giebelständiger Satteldachbau mit Schweifgiebel, wohl Mitte 18. Jahrhundert. | D-3-75-196-15 | Handwerkerhaus                                |
| Schloßstraße 3 (Standort)                  | Schloss                                       | Dreigeschossiger Halbwalmdachbau mit Kapelle, 17./18. Jahrhundert, im Kern mittelalterlich; Stadel, giebelständiger Satteldachbau mit Schweifgiebel, Pilastergliederungen und rundbogigen Toren, Ziegel, 1728.                                       | D-3-75-196-18 | weitere Bilder                                |

### Allersdorf
| Lage                     | Objekt                                     | Beschreibung | Akten-Nr.     | Bild           |
| ------------------------ | ------------------------------------------ | --- | ------------- | -------------- |
| Allersdorf 17 (Standort) | Katholische Filialkirche Mariä Himmelfahrt | Saalbau mit eingezogenem Chor, abgewalmtem Satteldach, Putzgliederungen, Flankenturm mit Spitzdach und zweigeschossiger Sakristei, Weihe 1731, Turm zweite Hälfte 13. Jahrhundert, mit Ausstattung. | D-3-75-196-20 | weitere Bilder |

### Birnbach
| Lage                   | Objekt                               | Beschreibung | Akten-Nr.     | Bild                                 |
| ---------------------- | ------------------------------------ | --- | ------------- | ------------------------------------ |
| Birnbach 22 (Standort) | Katholische Filialkirche St. Klemens | Saalbau mit eingezogenem Chor, abgewalmtem Satteldach und mittlerem Fassadenturm mit Zwiebelhaube und Putzgliederungen, 1720; mit Ausstattung. | D-3-75-196-21 | Katholische Filialkirche St. Klemens |

### Buchhausen
| Lage                     | Objekt                              | Beschreibung | Akten-Nr.     | Bild                                |
| ------------------------ | ----------------------------------- | --- | ------------- | ----------------------------------- |
| Buchhausen 8 (Standort)  | Bauernhaus                          | Zweigeschossiger und giebelständiger Blockbau mit Flachsatteldach und Schroten, im Kern 1599 (dendrochronologisch datiert), Umbauten Mitte 19. Jahrhundert. | D-3-75-196-22 | Bauernhaus                          |
| Buchhausen 43 (Standort) | Katholische Filialkirche St. Ulrich | Saalbau mit Satteldach und Ostturm mit Treppengiebel, 18. Jahrhundert, Erweiterung 1850; mit Ausstattung.                                                   | D-3-75-196-24 | Katholische Filialkirche St. Ulrich |
| Hinterberg (Standort)    | Bildstock                           | Holztafel mit gedrechseltem Rahmen und Gemälde der Verkündigung, um 1800.                                                                                   | D-3-75-196-25 | Bildstock                           |

### Eggmühl
| Lage                             | Objekt                              | Beschreibung | Akten-Nr.     | Bild                                |
| -------------------------------- | ----------------------------------- | --- | ------------- | ----------------------------------- |
| Am Löwendenkmal (Standort)       | Löwendenkmal                        | Zum Andenken an die Schlacht vom 22. April 1809, auf Hügel stehender Pfeiler mit gestuftem Unterbau, sitzendem Löwen Inschriften und Wappen, Kalkstein und Bronze, Entwurf Ferdinand von Miller, 1909. | D-3-75-196-29 | Löwendenkmal                        |
| Kirchplatz 1 (Standort)          | Schloss                             | Gegliederte Mehrflügelanlage, mittelalterliche Weiherhausanlage, 15. Jahrhundert, Umbauten 16.–18. Jahrhundert; Ostflügel, dreigeschossiger Halbwalmdachbau mit Eckverstärkungen; Westflügel, ehemaliger Torbau, zweigeschossiger Walmdachbau mit Zwerchhäusern und Schweifgiebel; Südflügel, zweigeschossiger Walmdachbau über unregelmäßigem Grundriss; Nordflügel, dreigeschossiger Walmdachbau; Reste der Zwingermauer mit vier runden Türmen, Bruchstein, 1432. | D-3-75-196-26 | weitere Bilder                      |
| Kirchplatz 2 (Standort)          | Katholische Filialkirche St. Lorenz | Saalbau mit eingezogenem Chor, abgewalmtem Satteldach und Flankenturm mit Zwiebelhaube, 1720; mit Ausstattung. | D-3-75-196-27 | Katholische Filialkirche St. Lorenz |
| Regensburger Straße 6 (Standort) | Gasthaus Zum Napoleon               | Zweigeschossiger und traufständiger Steildachbau in Ecklage, (modern bezeichnet) 1595. | D-3-75-196-28 | weitere Bilder                      |

### Inkofen
| Lage                 | Objekt                                         | Beschreibung | Akten-Nr.     | Bild                                           |
| -------------------- | ---------------------------------------------- | --- | ------------- | ---------------------------------------------- |
| Hofmark (Standort)   | Ehemaliges Hofmarkschloss                      | Zweigeschossige Vierflügelanlage mit Satteldächern, um 1650, im Kern 16. Jahrhundert, an der Westwand Grabplatten des 15.–19. Jahrhunderts. | D-3-75-196-31 | weitere Bilder                                 |
| Hofmark 2 (Standort) | Katholische Pfarrkirche St. Jakobus der Ältere | Saalbau mit eingezogenem Chor, Flankenturm mit Zwiebelhaube und Putzgliederungen, 1719–23 anstelle der alten Schlosskirche.                 | D-3-75-196-30 | Katholische Pfarrkirche St. Jakobus der Ältere |

### Kraxenhöfen
| Lage                     | Objekt                   | Beschreibung | Akten-Nr.     | Bild |
| ------------------------ | ------------------------ | --- | ------------- | ---- |
| Kraxenhöfen 3 (Standort) | Ehemaliges Wohnstallhaus | Zweigeschossiger und traufständiger Flachsatteldachbau mit verschaltem Obergeschoss, wohl Anfang 18. Jahrhundert; Stadel, giebelständiger Blockbau mit Satteldach, zweite Hälfte 18. Jahrhundert. | D-3-75-196-32 | BW   |

### Lindach
| Lage                 | Objekt                                | Beschreibung                                                                                             | Akten-Nr.     | Bild                                  |
| -------------------- | ------------------------------------- | --- | ------------- | ------------------------------------- |
| Lindach 9 (Standort) | Katholische Nebenkirche St. Margareta | Saalbau mit eingezogenem Chor, Flankenturm mit Zwiebelhaube und Putzgliederungen, 1733; mit Ausstattung. | D-3-75-196-33 | Katholische Nebenkirche St. Margareta |

### Mannsdorf
| Lage                    | Objekt                               | Beschreibung | Akten-Nr.     | Bild                                 |
| ----------------------- | ------------------------------------ | --- | ------------- | ------------------------------------ |
| Mannsdorf 12 (Standort) | Bauernhaus                           | Eingeschossiger Blockbau mit Satteldach und Kniestock, 18. Jahrhundert. | D-3-75-196-37 | Bauernhaus                           |
| Mannsdorf 14 (Standort) | Stadel                               | Giebelständiger Blockbau mit Satteldach, erstes Drittel 19. Jahrhundert. | D-3-75-196-38 | Stadel                               |
| Mannsdorf 25 (Standort) | Katholische Filialkirche St. Andreas | Saalbau mit eingezogenem Chor, abgewalmtem Satteldach, Flankenturm mit Zwiebelhaube und Putzgliederungen, 17. Jahrhundert, Erweiterung 1839; mit Ausstattung; Friedhofskapelle, Saalbau mit eingezogener Apsis, Ziegel mit Hausteingliederungen, neuromanisch, 1871. | D-3-75-196-36 | Katholische Filialkirche St. Andreas |

### Oberbirnbach
| Lage                      | Objekt               | Beschreibung | Akten-Nr.     | Bild                 |
| ------------------------- | -------------------- | --- | ------------- | -------------------- |
| Oberbirnbach 1 (Standort) | Hofkapelle St. Maria | Giebelständiger Saalbau mit eingezogener Apsis, abgewalmtem Satteldach und Dachreiter mit Zwiebelhaube, wohl erste Hälfte 19. Jahrhundert. | D-3-75-196-39 | Hofkapelle St. Maria |

### Oberdeggenbach
| Lage                         | Objekt                              | Beschreibung | Akten-Nr.     | Bild                                |
| ---------------------------- | ----------------------------------- | --- | ------------- | ----------------------------------- |
| Oberdeggenbach 30 (Standort) | Katholische Filialkirche St. Martin | Chorturmkirche mit Satteldach und Zwiebelhaube, 17. Jahrhundert, im Kern mittelalterlich, Erweiterung 1965; mit Ausstattung. | D-3-75-196-40 | Katholische Filialkirche St. Martin |

### Oberlaichling
| Lage                        | Objekt     | Beschreibung                                                         | Akten-Nr.     | Bild       |
| --------------------------- | ---------- | -------------------------------------------------------------------- | ------------- | ---------- |
| In Oberlaichling (Standort) | Wegkapelle | Giebelständiger Satteldachbau mit korbbogigem Eingang, Ziegel, 1806. | D-3-75-196-41 | Wegkapelle |

### Pinkofen
| Lage                   | Objekt                               | Beschreibung | Akten-Nr.     | Bild                                 |
| ---------------------- | ------------------------------------ | --- | ------------- | ------------------------------------ |
| Pinkofen 15 (Standort) | Chorturm der ehemaligen Pfarrkirche  | Später Seelenkapelle, traufständiger Satteldachbau mit Treppengiebeln, spätgotisch, 15. Jahrhundert, mit Grabmälern des 19. Jahrhunderts.                                                | D-3-75-196-44 | Chorturm der ehemaligen Pfarrkirche  |
| Pinkofen 63 (Standort) | Katholische Pfarrkirche St. Nikolaus | Saalbau mit eingezogenem Chor und Flankenturm mit Spitzdach, Sichtziegel mit Werksteingliederungen in Sandstein, neuromanisch, 1896; mit Ausstattung; Friedhofsmauer, Sichtziegel, 1896. | D-3-75-196-42 | Katholische Pfarrkirche St. Nikolaus |

### Schnitzlmühl
| Lage                      | Objekt        | Beschreibung                                                 | Akten-Nr.     | Bild |
| ------------------------- | ------------- | ------------------------------------------------------------ | ------------- | ---- |
| Schnitzlmühl 1 (Standort) | Schnitzlmühle | Zweigeschossiger Mansardwalmdachbau, bezeichnet mit 1809–11. | D-3-75-196-45 | BW   |

### Unterdeggenbach
| Lage                                                               | Objekt                                | Beschreibung | Akten-Nr.     | Bild                                  |
| ------------------------------------------------------------------ | ------------------------------------- | --- | ------------- | ------------------------------------- |
| St.-Valentin-Straße 23 (Standort)                                  | Katholische Filialkirche St. Valentin | Saalbau mit eingezogenem Chor und Westturm mit Treppengiebel, Turm mittelalterlich, Langhaus barock, Chorbau und Erweiterung 1863; mit Ausstattung. | D-3-75-196-48 | Katholische Filialkirche St. Valentin |
| Deggenbacher Bach; Nähe Zaitzkofener Straße; Steinbruch (Standort) | Steinbrücke, sogenannte Römerbrücke   | Einbogige Konstruktion mit leicht verbreiterten Auffahrten, Bruchstein, wohl spätmittelalterlich; an nicht mehr bestehender Altstraße.              | D-3-75-196-49 | Steinbrücke, sogenannte Römerbrücke   |

### Unterlaichling
| Lage                                              | Objekt                                    | Beschreibung | Akten-Nr.     | Bild                |
| ------------------------------------------------- | ----------------------------------------- | --- | ------------- | ------------------- |
| Unterlaichling 55 (Standort)                      | Katholische Pfarrkirche Mariä Himmelfahrt | Saalbau mit eingezogenem Chor und Flankenturm mit Treppengiebel, spätgotisch, zweite Hälfte 15. Jahrhundert, Langhaus 1680 und 1904 erweitert; mit Ausstattung; Leichenhalle, Saalbau mit halbrundem Chorschluss und Rahmengliederungen, um 1730; mit Ausstattung. | D-3-75-196-50 | weitere Bilder      |
| Unterlaichling 95; Nähe Unterlaichling (Standort) | Ehemaliger Pfarrhof                       | Wohnhaus, zweigeschossiger und giebelständiger Satteldachbau mit Eckerker auf Kragsteinen und Rest eines Renaissanceportals im Anbau, 1696; ehemaliges Wirtschaftsgebäude, langgestreckter Satteldachbau, traufständig zum Hof, um 1870; ehemaliges Back-, Wasch- und Hühnerhaus, kleiner Satteldachbau, giebelständig zum Hof, um 1870; Einfriedungsmauer entlang der Straße, um 1870. | D-3-75-196-52 | Ehemaliger Pfarrhof |

### Wahlsdorf
| Lage                    | Objekt                                  | Beschreibung | Akten-Nr.     | Bild                                    |
| ----------------------- | --------------------------------------- | --- | ------------- | --------------------------------------- |
| Wahlsdorf 40 (Standort) | Bauernhaus                              | Zweigeschossiger, giebelständiger und verschindelter Blockbau mit Satteldach und massivem Stallteil, 1722 (dendrochronologisch datiert), Aufstockung zweite Hälfte 19. Jahrhundert.               | D-3-75-196-54 | Bauernhaus                              |
| Wahlsdorf 42 (Standort) | Katholische Expositurkirche St. Michael | Saalbau mit eingezogenem Chor, abgewalmtem Satteldach, Westturm mit Zwiebelhaube und Putzgliederungen, 1722, zweigeschossige Sakristei mit Grabplatten des 18./19. Jahrhunderts; mit Ausstattung. | D-3-75-196-53 | Katholische Expositurkirche St. Michael |

### Walkenstetten
| Lage                          | Objekt     | Beschreibung                                                                 | Akten-Nr.     | Bild       |
| ----------------------------- | ---------- | ---------------------------------------------------------------------------- | ------------- | ---------- |
| Laberstraße 1 (Standort)      | Fuchsmühle | Zweigeschossiger Halbwalmdachbau, 17./18. Jahrhundert, Umbau 1906.           | D-3-75-196-55 | Fuchsmühle |
| Lindacher Straße 1 (Standort) | Wegkreuz   | Gusseisenkreuz mit Maria, auf toskanischer Granitsäule, bezeichnet mit 1892. | D-3-75-196-61 | Wegkreuz   |

### Zaitzkofen
| Lage                                    | Objekt                               | Beschreibung | Akten-Nr.     | Bild                                 |
| --------------------------------------- | ------------------------------------ | --- | ------------- | ------------------------------------ |
| In Zaitzkofen; Zaitzkofen 66 (Standort) | Bildstock                            | Mit rundbogiger Nische, Satteldach und Putzgliederung, gemauert, 18. Jahrhundert. | D-3-75-196-58 | Bildstock                            |
| Zaitzkofen 7 (Standort)                 | Katholische Filialkirche St. Stephan | Saalbau mit eingezogenem Chor, abgewalmtem Satteldach und Flankenturm mit Treppengiebel, bezeichnet mit 1816, Chor erweitert 1842/43; mit Ausstattung.                                                                      | D-3-75-196-56 | Katholische Filialkirche St. Stephan |
| Zaitzkofen 15 (Standort)                | Schloss Zaitzkofen                   | Heute Priesterseminar Herz-Jesu, dreigeschossiger Mansardwalmdachbau mit Eckrisaliten, Werksteinportalen und geohrten Fenstern, um 1730; mit Ausstattung; Reste der Schlosseinfahrt mit rustizierten Pfeilern, bauzeitlich. | D-3-75-196-57 | weitere Bilder                       |

## Abgegangene Baudenkmäler
In diesem Abschnitt sind Objekte aufgeführt, die früher einmal in der Denkmalliste eingetragen waren, jetzt aber nicht mehr existieren, z. B. weil sie abgebrochen wurden. Aktennummern in diesem Abschnitt sind ehemalige, jetzt nicht mehr gültige Aktennummern.

| Lage                           | Objekt     | Beschreibung                                                           | Akten-Nr.     | Bild |
| ------------------------------ | ---------- | ---------------------------------------------------------------------- | ------------- | ---- |
| Pinkofen Pinkofen 6 (Standort) | Bauernhaus | Zweigeschossiger Halbwalmdachbau, wohl 17. Jahrhundert, Umbau um 1860. | D-3-75-196-43 | BW   |